# Aziatische kampioenschappen judo 1985
De Aziatische kampioenschappen judo van 1985 werden op 23 en 24 maart 1985 gehouden in de Kodokan dojo te Tokio, Japan. Het toernooi bestond enkel uit een competitie voor vrouwen. De competitie voor mannen was reeds gehouden in 1984. 

## Medailles

### Vrouwen
| Onderdeel          | Goud            | Goud | Zilver          | Zilver | Brons                | Brons   |
| ------------------ | --------------- | ---- | --------------- | ------ | -------------------- | ------- |
| Klasse tot 48 kg   | Li Aiyue        | CHN  | Hitomi Nakahara | JPN    | Hou Kwong            | TPE HKG |
| Klasse tot 52 kg   | Kaori Yamaguchi | JPN  | Ding            | TPE    | Lo Zang              | HKG CHN |
| Klasse tot 56 kg   | Li Zhongyun     | CHN  | Ching           | TPE    | Satsuki Watabe Thant | JPN BIR |
| Klasse tot 61 kg   | Kaori Hachinohe | JPN  | Cheng           | TPE    | Li Wang              | KOR CHN |
| Klasse tot 66 kg   | Hikari Sasaki   | JPN  | Liu             | CHN    | Kang Huang           | KOR TPE |
| Klasse tot 72 kg   | Kotomi Kurokawa | JPN  | Shi             | CHN    | Yang Byun            | TPE KOR |
| Klasse boven 72 kg | Gao Fenglian    | CHN  | Yoko Sakaue     | JPN    | Ling Kandi           | TPE INA |
| Open klasse        | Gao Fenglian    | CHN  | You             | TPE    | O Yoko Sakaue        | KOR JPN |

## Medaillespiegel
| Plaats | Land           | Goud | Zilver | Brons | Totaal |
| 1      | Japan          | 4    | 2      | 2     | 8      |
| 1      | China          | 4    | 2      | 2     | 8      |
| 3      | Chinees Taipei | 0    | 4      | 4     | 8      |
| 4      | Zuid-Korea     | 0    | 0      | 4     | 4      |
| 5      | Hongkong       | 0    | 0      | 2     | 2      |
| 6      | Birma          | 0    | 0      | 1     | 1      |
| 6      | Indonesië      | 0    | 0      | 1     | 1      |
| Totaal | Totaal         | 8    | 8      | 16    | 32     |